# Сарибулак (Каратальський район)
Сарибула́к (каз. Сарыбұлақ) — село у складі Каратальського району Жетисуської області Казахстану. Входить до складу Єльтайського сільського округу.
Населення — 292 особи (2021; 293 у 2009, 266 у 1999, 338 у 1989).